# Jermaine O'Neal
Pour les articles homonymes, voir O'Neal.
Jermaine Lee O'Neal est un ancien joueur américain de basket-ball né le 13 octobre 1978. Il jouait au poste d'ailier fort et de pivot.

## Biographie

### Carrière NBA

#### Trail Blazers de Portland (1996-2000)
Jermaine O'Neal est sélectionné en 17e position de la Draft 1996 de la NBA par les Trail Blazers de Portland, après avoir fréquenté le lycée d'Eau Claire (Caroline du Sud). Il joue son premier match NBA à l'âge de 18 ans, devenant ainsi le plus jeune joueur de l'histoire de la ligue à entrer en jeu.
Il passe quatre saisons à Portland mais ses résultats reflètent le manque de confiance de son coach, le faisant évoluer à 4.5 points de moyenne sur ces quatre années.

#### Pacers de l'Indiana (2000-2008)
Il est transféré le 31 août 2000 aux Pacers de l'Indiana, qui envoient Dale Davis en échange. Il montre dès sa première saison à Indiana des signes de progrès avec 12,9 points et 9,8 rebonds de moyenne lors de la saison 2000-2001. Sa progression continue lors de la saison 2001-2002 et O'Neal est nommé joueur ayant le plus progressé (M.I.P "most improved player" en anglais).
Durant l'été 2003, il aide les États-Unis à se qualifier pour les Jeux olympiques, mais il ne peut participer aux JO à cause d'une blessure.
Il est impliqué dans la bagarre lors du match Détroit-Indiana le 19 novembre 2004, où entre autres il frappe un spectateur descendu sur le parquet. Il subit alors une suspension de 25 matchs, réduite à 15 après appel du club. À son retour, il réalise une bonne partie de saison et bat son record de points (55 contre les Bucks) avant de se blesser pour le reste de la saison.

#### Raptors de Toronto (2008-Fév.2009)
À l'intersaison 2008, il est transféré aux Raptors de Toronto.

#### Heat de Miami (Fév.2009-2010)
Le 13 février 2009, il est envoyé avec Jamario Moon au Heat de Miami contre Shawn Marion et Marcus Banks. À l'été 2010, étant agent libre, il décide de signer avec les Celtics de Boston, un bon aspirant au titre.

#### Celtics de Boston (2010-2012)

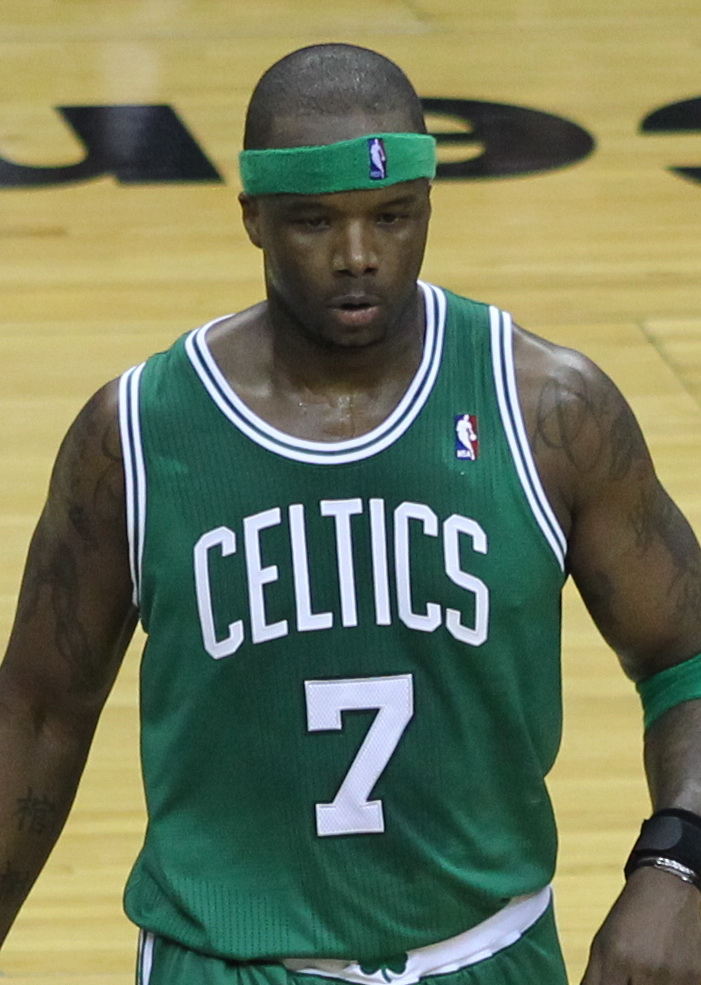
Jermaine O'Neal en février 2011.

Sa saison 2010-2011 est gâchée à cause de multiples blessures. En tout, O'Neal manque 58 matchs de saison régulière à cause d'une blessure au poignet, puis au genou. Il reviendra tout de même dans le 5 majeur de Boston. L'équipe a besoin de lui, notamment après le départ de Kendrick Perkins et l'absence de Shaquille O'Neal sur blessure. Le premier tour des séries voit Boston (3e place à l'Est) affronter les Knicks de Carmelo Anthony et Amar'e Stoudemire. O'Neal se révèle être un apport décisif pour les Celtics grâce à son activité en attaque et en défense. Il est d'ailleurs l'un des artisans de la victoire dans le match 1 (12 points à 6/6 et 5 contres) avec des paniers cruciaux dans le 3e quart-temps. Les Celtics élimineront New-York 4-0 mais seront battus au tour suivant par Miami (4-1).
Après cette nouvelle déception dans sa course pour le titre, O'Neal déclarera réfléchir à prendre sa retraite, voulant passer plus de temps avec sa famille et ne souhaitant pas vivre une nouvelle saison de blessures. Il déclare quelques semaines plus tard continuer sa carrière chez les Celtics (2e et dernière année de contrat).

#### Suns de Phoenix (2012-2013)
Le 15 août 2012, il signe un contrat d'un an avec les Suns de Phoenix.

#### Warriors de Golden State (2013-2014)
Le 23 juillet 2013, il signe chez les Warriors de Golden State.
Le 14 mars 2014, il dispute son 1000e match en carrière et devient le 109e joueur à participer à autant de matchs.

## Palmarès
En sélection nationale
- Sixième place au championnat du monde 2002 avec la sélection américaine à Indianapolis.

En franchise
- Champion de la Division Pacifique en 1999 avec les Trail Blazers de Portland.
- Champion de la Division Centrale en 2004 avec les Pacers de l'Indiana.
- Champion de la Division Atlantique en 2011 et 2012 avec les Celtics de Boston.

Distinctions personnelles
- Joueur ayant le plus progressé en 2002.
- 6 sélections au NBA All-Star Game en 2002, 2003, 2004, 2005, 2006 et 2007.
- Arrive troisième à l'élection du MVP en 2003-2004 (remporté par Kevin Garnett).
- Meilleur contreur de l'histoire des Pacers de l'Indiana.
- 5e meilleur marqueur de l'histoire des Pacers de l'Indiana.

## Records personnels sur une rencontre de NBA
Les records personnels de Jermaine O'Neal, officiellement recensés par la NBA sont les suivants :
| Type statistique            | Saison régulière | Saison régulière        | Saison régulière | Playoffs | Playoffs                 | Playoffs      |
| Type statistique            | Record           | Adversaire              | Date             | Record   | Adversaire               | Date          |
| --------------------------- | ---------------- | ----------------------- | ---------------- | -------- | ------------------------ | ------------- |
| Points en un match          | 55               | Bucks de Milwaukee      | 4 janvier 2005   | 37       | Nets du New Jersey       | 27 avril 2006 |
| Paniers marqués en un match | 18               | Bucks de Milwaukee      | 4 janvier 2005   | 14       | @ Heat de Miami          | 12 mai 2004   |
| Paniers tentés en un match  | 30               | 2 fois                  |                  | 25       | @ Pistons de Détroit     | 11 mai 2005   |
| Lancers francs réussis      | 19               | Bucks de Milwaukee      | 4 janvier 2005   | 14       | Celtics de Boston        | 5 mai 2005    |
| Lancers francs tentés       | 25               | Bucks de Milwaukee      | 4 janvier 2005   | 18       | Celtics de Boston        | 5 mai 2005    |
| Paniers à 3 points réussis  | 1                | 14 fois                 |                  |          |                          |               |
| Paniers à 3 points tentés   | 3                | @ Nuggets de Denver     | 7 mars 2004      | 2        | Celtics de Boston        | 5 mai 2005    |
| Rebonds offensifs           | 9                | 2 fois                  |                  | 11       | @ Celtics de Boston      | 1er mai 2003  |
| Rebonds défensifs           | 17               | 2 fois                  |                  | 19       | Celtics de Boston        | 29 avril 2003 |
| Rebonds totaux              | 21               | @ Wizards de Washington | 26 novembre 2002 | 22       | Celtics de Boston        | 29 avril 2003 |
| Passes décisives            | 7                | 7 fois                  |                  | 6        | @ Celtics de Boston      | 7 mai 2005    |
| Interceptions               | 5                | Nets du New Jersey      | 21 décembre 2001 | 3        | 2 fois                   |               |
| Contres                     | 10               | Raptors de Toronto      | 22 janvier 2003  | 6        | @ Sixers de Philadelphie | 24 avril 2001 |
| Balles perdues              | 7                | Suns de Phoenix         | 27 février 2007  | 6        | 2 fois                   |               |
| Minutes jouées              | 54               | @ Rockets de Houston    | 13 mars 2001     | 49       | Celtics de Boston        | 29 avril 2003 |

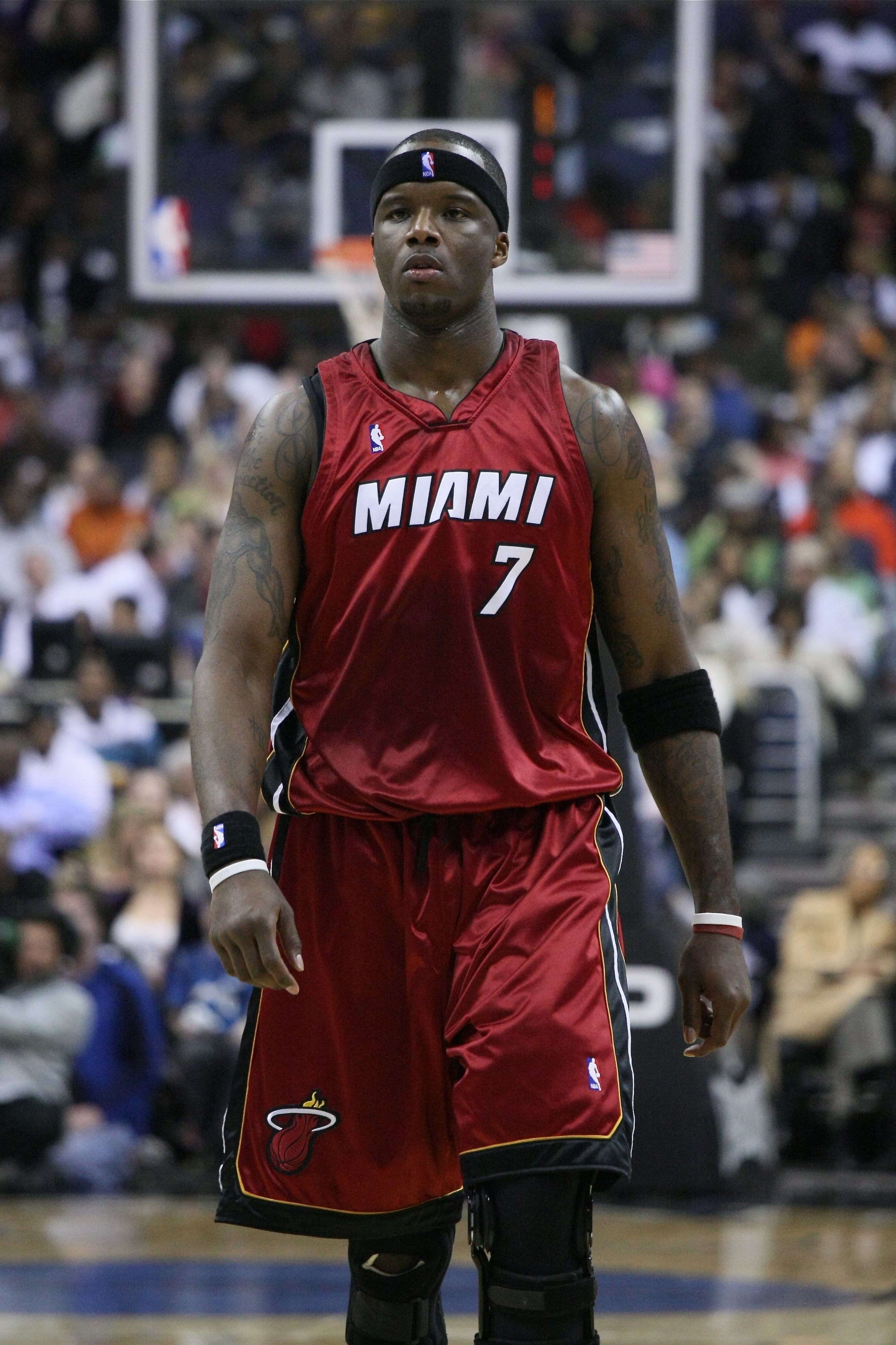
Jermaine O'Neal en avril 2009.

- Double-double : 301 (dont 23 en Playoffs) (au 03/05/2014)
- Triple-double : 1

## Anecdote
Le 2 mars 2014, alors que son équipe se déplace au Canada, chez les Raptors de Toronto, il doit rester à Oakland car il ne retrouve plus son passeport.

## Pour approfondir
- Liste des meilleurs contreurs en NBA en carrière.
- Liste des joueurs de NBA avec 10 contres et plus sur un match.
- Liste des joueurs en NBA ayant joué plus de 1000 matchs en carrière.